# 桑正中
桑正中（1929年—），男，江苏苏州人，中国农业机械设计制造专家，曾任江苏工学院教授、博士生导师。